# Eclissi solare del 12 ottobre 1939
L'Eclissi solare del 12 ottobre 1939, di tipo totale, è un evento astronomico che ha avuto luogo il suddetto giorno attorno alle ore 20:40 UTC. La durata della fase massima dell'eclissi è stata di 1 minuto e 32 secondi e l'ombra lunare sulla superficie terrestre raggiunse una larghezza di 418 km. Il punto con la massima totalità è stato in Antartide.
L'eclissi del 12 ottobre 1939 divenne la seconda eclissi solare nel 1939 e la 92ª nel XX secolo. La precedente eclissi solare avvenne il 19 aprile 1939, la seguente il 7 aprile 1940.
L'eclissi solare totale è passata attraverso Victoria Land e McRobertson Land in Antartide, mentre l'eclissi solare parziale ha coperto l'Australia sud-orientale, l'Oceano Pacifico meridionale, la maggior parte dell'Antartide e alcune aree circostanti.

## Percorso e visibilità
L'evento si è manifestato all'alba locale sulla superficie dell'oceano a circa 640 chilometri a nord di Wilkes Land in Antartide. Successivamente, l'ombra della luna si è diretta a sud-est fino a Victoria Land, raggiungendo la sua massima eclissi a circa 320 chilometri a ovest della costa del Mare di Ross. La zona dell'eclissi totale non ha coperto alcuna stazione di ricerca scientifica antartica. 
Oltre alla stretta zona dell'eclissi totale l'eclissi solare parziale è stata visibile in penombra lunare in circa due terzi dell'Antartide vicino all'Oceano Pacifico, in Australia sud orientale, Melanesia sud orientale e Polinesia meridionale, nella punta meridionale della Patagonia e alle Isole Falkland. 

## Eclissi correlate

### Eclissi solari 1939 - 1942
Questa eclissi è un membro di una serie semestrale. Un'eclissi in una serie semestrale di eclissi solari si ripete approssimativamente ogni 177 giorni e 4 ore (un semestre) in nodi alternati dell'orbita della Luna.